# 암태면
암태면(岩泰面)은 대한민국 전라남도 신안군 남부에 위치한 섬으로 된 면이다.

## 개요
암태도는 돌이 많이 흩어져 있고, 바위가 병풍처럼 둘러싸 있다고 해서, 암태도로 이름지어졌다.
목포에서 서쪽으로 직선거리 28.5km지점인 서남단 해상 끝머리에 자리한 암태도는 동쪽으로는 목포시의 유달산을 바라보고 있고, 남쪽으로는 팔금면, 북쪽으로는 자은면과 마주하고 있는 섬으로, 압해읍과는 천사대교와 연결되어 있다.

## 연혁
- 삼국 시대 : 백제 아노현에 속함.
- 통일 신라 : 압해군의 영속인 갈도현에 속함.
- 고려 시대 : 영광군의 영속인 육창현에 속함.
- 조선 시대 : 초에는 나주목에 속하다가 이후 영광군에 이속되고, 후에는 다시 나주목에 편입.
- 1914년 : 지도군이 폐지되고 무안군의 신설로 무안군에 편입.
- 1969년 : 무안군에서 신안군의 분군으로 신안군에 편입.

## 행정 구역
| 법정리 | 한자명 | 행정리                         | 비고            |
| ------ | ------ | ------------------------------ | --------------- |
| 기동리 | 基洞里 | 당산리, 오산리, 기동리         |                 |
| 단고리 | 短庫里 | 단고리, 장고리                 | 면사무소 소재지 |
| 당사리 | 唐沙里 | 당사리                         |                 |
| 도창리 | 道昌里 | 도창리                         |                 |
| 송곡리 | 松谷里 | 송곡리, 활목리                 |                 |
| 수곡리 | 水谷里 | 수곡리, 추포리                 |                 |
| 신석리 | 新石里 | 신석리, 탄금리, 익금리, 오도리 |                 |
| 오상리 | 五相里 | 오상1리, 오상2리               |                 |
| 와촌리 | 瓦村里 | 와촌리, 신기리, 중흥리         |                 |

## 부속 도서
- 기동리, 단고리, 도창리, 송곡리, 수곡리, 신석리, 오상리, 와촌리 : 암태도
- 당사리 : 당사도, 대향덕도, 마전도, 소향덕도, 초란도, 항도, 산127번지 섬, 산128번지 섬, 산129번지 섬, 산130번지 섬
- 도창리 : 진섬, 팥섬
- 송곡리 : 반도
- 수곡리 : 동구섬, 삽섬, 시어머니섬, 오도, 왼섬, 조성도, 진섬, 추포도, 산140번지 섬, 산272번지 섬, 산277번지 섬
- 신석리 : 객도, 까치섬, 낙오도, 농암도, 마전도, 말목도, 삼도, 소객도, 재원도, 진목도, 초란도
- 오상리 : 노루섬, 목도, 원도
- 와촌리 : 치도

## 관광
- 추포 해수욕장

승봉산
익금우실
송곡우실
노만사

## 특산물
- 마늘
- 김
- 감태
- 대하

## 교육[3]
- 암태동초등학교 : 암태면 박달로 362-26
- 암태동국민학교 초란분교 : 암태면 신석리 산 13-34
- 암태초등학교 : 암태면 장단고길 564
  - 암태국민학교 오상분교 : 암태면 오상리 240
  - 암태초등학교 당사분교 : 암태면 당사도길 73-2
  - 암태초등학교 추포분교 : 암태면 추엽길 82
- 암태중학교 : 암태면 장단고길 10

## 사건 사고
- 암태도 소작쟁의